# Grażyna Prokopek
Grażyna Prokopek po mężu Janáček (ur. 20 kwietnia 1977 w Zalewie) – polska lekkoatletka specjalizująca się w biegu na dystansie 400 m, wielokrotna mistrzyni i reprezentantka Polski, medalistka mistrzostw Europy seniorek (2002, 2006), halowych mistrzostw Europy (2002), Letniej Uniwersjady (2005) i młodzieżowych mistrzostw Europy (1999), dwukrotna olimpijka (Ateny (2004), Pekin (2008)), rekordzistka Polski w sztafecie 4 x 400 metrów.

## Kariera sportowa
Była zawodniczką MLKS Morliny Ostróda (1993-2000), Skry Warszawa (2001-2003), AZS-AWFiS Gdańsk (2003-2004) i AZS-AWF Warszawa (2005-2010). Jej trenerami byli Ryszard Nowicki, Andrzej Siennicki, Sławomir Nowak i Miroslav Zahorak. 

### Igrzyska olimpijskie
Dwukrotnie startowała na Igrzyskach olimpijskich:
- 2004: 400 m - odpadła w półfinale, z wynikiem 51,96 (w eliminacjach osiągnęła wynik 51,29), 4 x 400 m - 5. miejsce, z czasem 3:25,22 (z Zuzanną Radecką, Moniką Bejnar i Małgorzatą Pskit)
- 2008: 4 x 400 m - odpadła w półfinale, z czasem 3:28,23 (z Moniką Bejnar, Jolantą Wójcik i Anną Jesień

### Mistrzostwa świata
Czterokrotnie startowała na mistrzostwach świata:
- 2001: 400 metrów - odpadła w półfinale, z wynikiem 52,28, 4 x 400 metrów - 7. miejsce, z czasem 3:28,78 (z Aleksandrą Pielużek, Anetą Lemiesz i Małgorzatą Pskit)
- 2003: 400 metrów - odpadła w półfinale, z wynikiem 51,89, 4 x 400 metrów - 5. miejsce, z czasem 3:26,64 (z Moniką Bejnar, Małgorzatą Pskit i Anną Jesień, w półfinale zamiast M. Pskit biegła Anna Pacholak)
- 2005: 400 metrów - odpadła w eliminacjach, z wynikiem 52,39, 4 x 400 metrów - 4. miejsce, z czasem 3:24,49 (z Anną Guzowską, Moniką Bejnar i Anną Jesień, w półfinale zamiast A. Jesień biegła Zuzanna Radecka)
- 2007: 4 x 400 metrów - 6. miejsce, z czasem 3:26,49 (z Zuzanną Radecką, Eweliną Sętowską=Dryk i Anną Jesień, w półfinale zamiast E. Sętowskiej-Dryk biegła Agnieszka Karpiesiuk)

### Mistrzostwa Europy
Dwukrotnie startowała na mistrzostwach Europy seniorów.
- 2002: 400 metrów - 4. miejsce, z wynikiem 51,53, 4 x 400 metrów - 3. miejsce, z czasem 3:26,15 (z Zuzanną Radecką, Małgorzatą Pskit i Anną Olichwierczuk, w półfinale zamiast M. Pskit biegła Justyna Karolkiewicz)
- 2006: 400 metrów - odpadła w półfinale, z wynikiem 52,66, 4 x 400 metrów - 3. miejsce, z wynikiem 3:27,77 (z Moniką Bejnar, Eweliną Sętowską i Anną Jesień, w półfinale zamiast E. Sętowskiej biegła Marta Chrust-Rożej)

### Uniwersjada
Na Uniwersjadzie w 2005 zdobyła srebrny medal w sztafecie 4 x 400 metrów, z czasem 3:27,71 (z Moniką Bejnar, Eweliną Sętowską i Martą Chrust-Rożej).

### Halowe mistrzostwa świata
Trzykrotnie wystąpiła w halowych mistrzostwach świata:
- 2003: 400 metrów - odpadła w półfinale, z wynikiem 52,72 (halowy rekord Polski)
- 2004: 400 metrów - odpadła w półfinale, z wynikiem 52,60, 4 x 400 metrów - 4. miejsce, z czasem 3:30,52 (z Zuzanną Radecką, Monika Bejnar i Małgorzatą Pskit)
- 2006: 400 metrów - odpadła w półfinale, z wynikiem 53,64, 4 x 400 metrów - 4. miejsce, z czasem 3:28,95 (z Moniką Bejnar, Martą Chrust-Rożej i Małgorzatą Pskit)

### Halowe mistrzostwa Europy
Dwukrotnie startowała w halowych mistrzostwach Europy:
- 2002: 400 metrów - odpadła w eliminacjach, z wynikiem 52,86, 4 x 400 metrów - 2. miejsce, z czasem 3:32,45 (z Anną Pacholak, Anetą Lemiesz i Anną Zagórską
- 2007: 400 metrów - 6. miejsce, z wynikiem 52,86 (w półfinale poprawiła rekord Polski wynikiem 52,00), 4 x 400 metrów - 4. miejsce, z czasem 3:30,31 (z Zuzanną Radecką, Anetą Lemiesz i Agnieszką Karpiesiuk)

### Puchar Europy
Dziewięciokrotnie startowała w zawodach Pucharu Europy:
- 1999 (Superliga): 400 metrów - 8 m. (53,72), 4 x 400 metrów - 8 m. (3:34,66)
- 2000 (I liga): 400 metrów - 7 m. (53,63), 4 x 400 metrów - 2 m. (3:31,86)
- 2001 (I liga): 400 metrów - 4 x 400 metrów - 1 m. (3:32,66)
- 2002 (Superliga): 400 metrów - 2 m. (51,34), 4 x 400 metrów - zdyskwalifikowane
- 2004 (Superliga): 400 metrów - 6 m. (52,40), 4 x 400 metrów - 6 m. (3:28,10)
- 2005 (Superliga): 4 x 400 metrów - 2 m. (3:24,61 - rekord Polski)
- 2006 (Superliga): 4 x 400 metrów - 2 m. (3:26,60)
- 2007 (Superliga): 4 x 400 metrów - 2 m. (3:26,36)
- 2008 (Superliga): 4 x 400 metrów - 7 m. (3:28,05)

### Puchar świata
Dwukrotnie startowała w zawodach Pucharu świata:
- 2002 (w reprezentacji Europy): 4 x 400 metrów - 4 m.
- 2006 (w reprezentacji Polski): 400 metrów - 8 m. (53,29), 4 x 400 metrów - 5 m. (3:27,22)

### Halowy Puchar Europy
Trzykrotnie startowała w zawodach halowego pucharu Europy:
- 2003: 400 metrów - 4 m. (53,11)
- 2003: 400 metrów - 6 m. (52,87)
- 2006: sztafeta 800 + 600 + 400 + 200 m - 3 m. (4.50,96)
- 2008: sztafeta 800 + 600 + 400 + 200 m - 3 m. (4.53,23)

### Młodzieżowe mistrzostwa Europy
Na młodzieżowych mistrzostwach Europy w 1999 wywalczyła brązowy medal w biegu na 400 metrów, z wynikiem 52,28, a w sztafecie 4 x 400 metrów, zajęła 4. miejsce z czasem 3:33,28 (z Aleksandrą Pielużek, Aleksandrą Dereń i Anną Olichwierczuk.         

### Mistrzostwa Polski
Na mistrzostwach Polski seniorów na otwartym stadionie zdobyła 20 medali, w tym 10 złotych (w biegu na 200 metrów w 2002 i 2004, w biegu na 400 metrów w 1998, 1999, 2000, 2001 i 2002, w sztafecie 4 x 100 metrów w 2005 i 2006, w sztafecie 4 x 400 metrów w 2010), 7 srebrnych (w biegu na 200 metrów w 2005, w biegu na 400 metrów w 2004, 2006 i 2008, w sztafecie 4 x 400 metrów w 2001, 2007 i 2008) i 3 brązowe (w biegu na 200 metrów w 2008, w biegu na 400 metrów w 2007 i w sztafecie 4 x 400 metrów w 1999).
W halowych mistrzostwach Polski seniorów wywalczyła 5 medali, w tym 3 złote w biegu na 400 metrów (1999, 2002, 2004) i 2 srebrne w biegu na 200 metrów (2004, 2007).

### Rekordy Polski i rekordy życiowe
Dwukrotnie poprawiała rekord Polski seniorek w sztafecie 4 x 400 metrów: 19 czerwca 2005 (podczas zawodów Superligi Pucharu Europy sztafeta z jej udziałem uzyskała wynik 3:24,61 (razem z nią biegły Zuzanna Radecka, Monika Bejnar i Anna Jesień). 14 sierpnia 2005 sztafeta z jej udziałem poprawiła ten wynik, uzyskując w finale mistrzostw świata czas 3:24,49 (razem z nią biegły Anna Guzowska, Monika Bejnar i Anna Jesień). Dwukrotnie poprawiała także klubowy rekord Polski w sztafecie 4 x 400 metrów.
Trzykrotnie poprawiała halowy rekord Polski seniorek w biegu na 400 metrów, należący od 21 lutego 1987 do Marzeny Wojdeckiej. 14 marca 2003 (w półfinale halowych mistrzostw świata) uzyskała wynik 52,72, 22 lutego 2004 poprawiła ten wynik, uzyskując w finale halowych mistrzostw Polski rezultat 52,56. W 2006 jej wynik poprawiła dwukrotnie Monika Bejnar (do czasu 52,36 - 10.03.2006), ale G. Prokopek odzyskała rekord Polski, uzyskując 2 marca 2007 (w półfinale halowych mistrzostw Europy) wynik 52,00. Rekord ten odebrała jej 15 lutego 2018 Justyna Święty, uzyskując czas 51,78. Była także halową rekordzistką Polski w biegu na 300 metrów (17 stycznia 2006 uzyskała wynik 38,04, wynik ten poprawiła w 2014 Justyna Święty, uzyskując czas 38,02).
Rekordy życiowe:
- 100 m – 11,67 (25.06.1999)
- 200 m – 23,22 (04.07.2004)
- 400 m – 51,29 (21.08.2004)
- 800 m – 2.08.31 (16.09.1999)

### Życie prywatne
Jest absolwentką Liceum Handlowego w Ostródzie oraz Akademii Wychowania Fizycznego i Sportu im. Jędrzeja Śniadeckiego w Gdańsku. Jej mężem jest lekkoatleta Štěpán Janáček.